# Anthony Terlazzo
Anthony Terlazzo (né le 28 juillet 1911 à Patti en Sicile et mort le 26 mars 1966 à Los Angeles) est un haltérophile américain.

## Palmarès

### Jeux olympiques
- Los Angeles 1932
  -  Médaille de bronze en moins de 60 kg.
- Berlin 1936
  -  Médaille d'or en moins de 60 kg.

### Championnats du monde
- Championnats du monde d'haltérophilie 1937
  -  Médaille d'or.
- Championnats du monde d'haltérophilie 1938
  -  Médaille d'or[1].